# Тонково (Ярославская область)
Тонково — деревня в составе Даниловского сельского поселения Даниловского района Ярославской области РФ. 
Находится в 34 км от Данилова в 3 км от автомобильной дороги Данилов-Шаготь. Главная и единственная улица деревни — Полевая.
Почтовый индекс: 152092